# Червен адмирал
„Червен адмирал“ е българска игрална новела (психологическа драма) от 2022 година по сценарий и на режисура на Марин Рангелов. Оператор е Младен Минев. Музиката е на композитора Хенри Салонен. Художник – Персия Благоева.

## Актьорски състав
- Лора Христова
- Калоян Минев
- Марин Рангелов – Димо
- Марио Гюров
- Иван Пасков

## Награди
- Награда за най-добър късометражен трилър – Световни награди за независими филми 2023
- Награда за най-добра женска роля на МФФ Robinson Film Awards 2022 в Италия
- Полуфиналист на Парижкия МФКК, селекция на МФКК In The Palace 2023